# Димич, Трифун
Три́фун Ди́мич (серб. Трифун Димић; 29 февраля 1956, Господинцы, Воеводина — 13 сентября 2001, Нови-Сад) — сербский и цыганский писатель, переводчик, филолог, культурный антрополог, критик, инициатор и руководитель цыганских культурных акций.
Известен как «отец цыганской грамотности» и «цыганский Вук Караджич». Посвятил «всю свою жизнь цыганскому народу и его освобождению». Был назван одним из величайших цыганологов в мире.

## Биография
Трифун Димич родился 29 февраля 1956 года в небольшом городке Господинцы. Проживал в Нови-Саде.
Первоначально он собирал и записывал произведения народного устного творчества. В 1979 году Трифун опубликовал сборник стихов на сербском и цыганском языках «Исходящие с ярмарки» (серб. Долазећи са вашара), «Клятвы и благословения рома» (серб. Клетве, заклетве и благослови Рома), а в 1984 и в 1996 году он был опубликован в издании «Matica Romani Folk Romani Poetry» в Воеводине.
Помимо устного творчества цыган, его также интересовала духовность, поэтому он переводил крупные литературные произведения. В 1987 году Димич опубликовал перевод на цыганский язык Песни песней Соломона, в 1991 году — первый перевод Нового Завета, а в 1997 году — перевод Пятикнижия. Особое значение имеет перевод церковной книги «Служебник» в 1993 году, благодаря которому 8 апреля 1993 года впервые в мире была совершена литургия на цыганском языке в Соборе Святого Георгия в Нови-Саде. Трифун Димич также перевёл священную книгу мусульман Коран и «Эпос о Гильгамеше».
Опубликовал несколько сборников стихов, в том числе «Разрушь, Боже, эти дороги» (серб. Погуби, Боже, оне друмове, 1993), «Время одиночества» (серб. Време самоће, 1996), и «Ноги в пыли» (серб. Стопала у прашини, 1998), затем опубликовал исследование «Страстная пятница из Эпивата в Яссы» (серб. Света Петка од Епивата до Јаша, 1996), учебник «Писатели» (серб. Писменица, 1995) и многие другие работы.
Трифун Димич писал стихи, прозу, филологические и исторические исследования, а также занимался журналистикой. Он был инициатором и редактором научно-профессионального журнала «Ромология» (серб. Ромологија), который издаётся на сербском и цыганском языках с 1989 года, а также журнала о цыганской культуре и литературе «Слово цыган» (серб. Реч Рома), который издаётся с 1994 года «Воеводинской ассоциацией языка, литературы и культуры цыган» (серб. Друштва Војводине за језик, књижевност и културу Рома), которую также основал Трифун Димич. Почти все цыганские писатели бывшей Югославии были представлены через публикации этого объединения.
В 1996 году основал организацию «Matica rómska», президентом которой был до самой смерти. Работая там, он строил множество планов по развитию культуры и цыганского языка, многие из которых он осуществил.
Трифун Димич внёс значительный вклад в области образования на цыганском языке. Он разработал учебную программу по предмету «Язык и национальная культура рома» (серб. Језик и национална култура Рома), которая была одобрена 9 ноября 1998 года Правительством Республики Сербии и министерством образования. В 2000 году Димич опубликовал первый «Букварь на цыганском языке» (серб. Буквар на ромском језику). В 1996 году начались факультативные занятия по цыганскому языку, сначала в Воеводине для 72 учеников из 1-8 классов, в трёх классах в Оброваце и двух классах в Товаришево, а затем и в других сербских школах и за границей.
Умер в Нови-Саде 13 сентября 2001 года.

## Работы
Трифун Димич опубликовал более сотни профессиональных работ в области цыганологии и цыганской литературы. Он отредактировал и опубликовал более 30 книг о многих цыганских и сербских писателях.
- Исходящие с ярмарки (серб. Долазећи са вашара), 1979;
- Проклятия, клятвы и благословения (серб. Клетве, заклетве и благослови), 1984;
- Национальная цыганская поэзия (серб. Национална ромска поезија), 1986;
- Песнь песней (серб. Песма над песмама; перевод на цыганский язык), 1988;
- Святое Евангелие от Иисуса Христа (серб. Св. Јованово Јеванђеље Исуса Христа; перевод на цыганский язык), 1989;
- Новый Завет (серб. Нови завет; перевод на цыганский язык), 1991;
- Поэма над стихами (серб. Песма над песмама; перевод на цыганский язык), 1991,
- Офицер (серб. Службеник; на сербском и цыганском языках), 1993;
- Разрушь, Боже, эти дороги (серб. Погуби, Боже, оне друмове), 1993;
- Лил Рамосаримако / Писменица (учебник), 1995;
- Страстная пятница из Эпивата в Яссы (серб. Света Петка од Епивата до Јаша), 1996;
- Гилгамеш (перевод на цыганский язык), 1996;
- Время одиночества (серб. Време самоће), 1996;
- Библейское Пятикнижие (серб. Библијски петокњижје; перевод на цыганский язык), 1997;
- Традиционная цыганская литература (серб. Традиционална ромска књижевност), 1997;
- Ноги в пыли (серб. Стопала у прашини), 1998.

## Память
- В честь Трифуна Димича названа одна из улиц его родного города Нови-Сада;
- Филиал городской библиотеки в Нови-Саде носит имя Трифуна Димича[6].